# 西環大樓

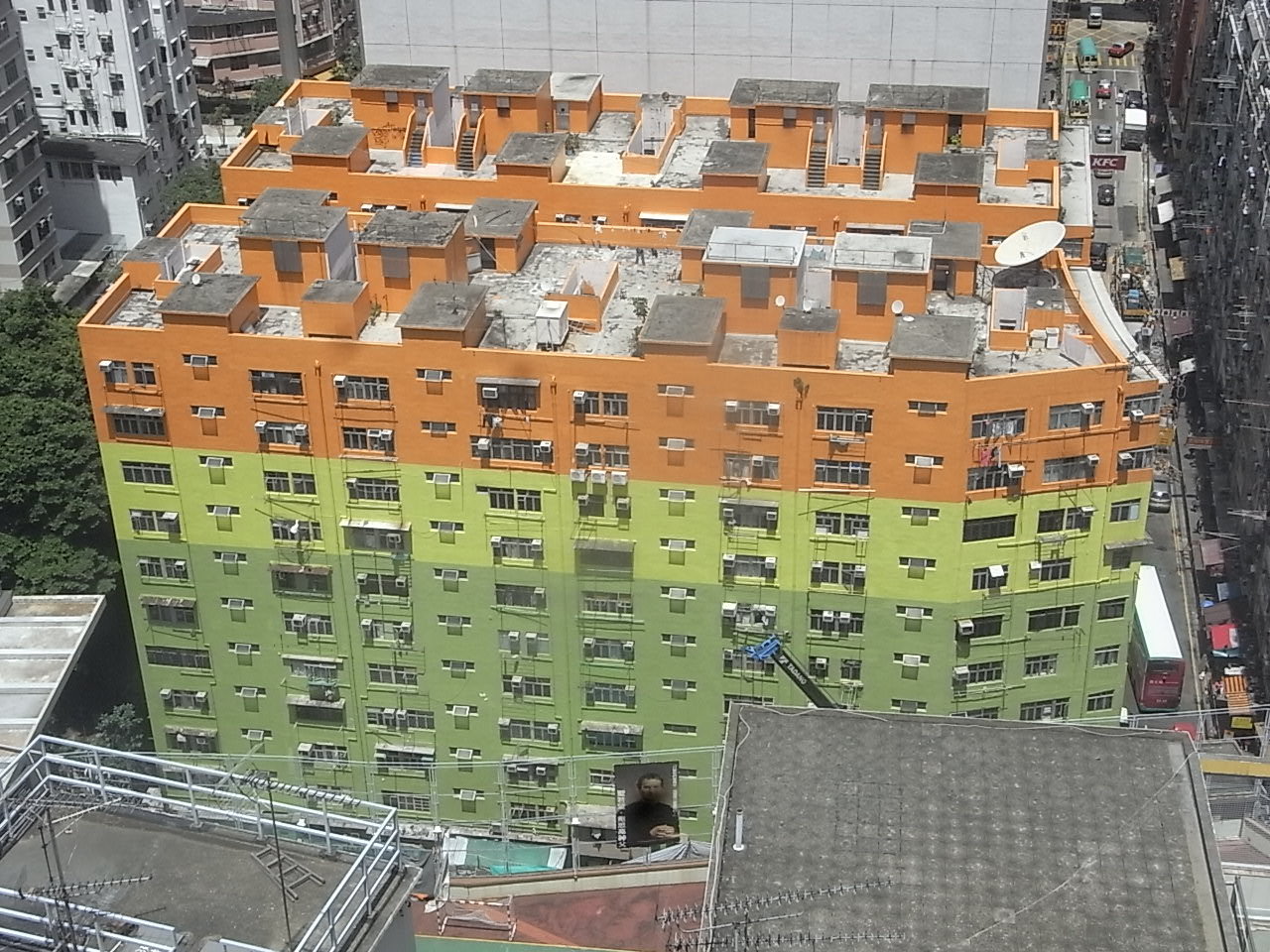
高處看西環大樓

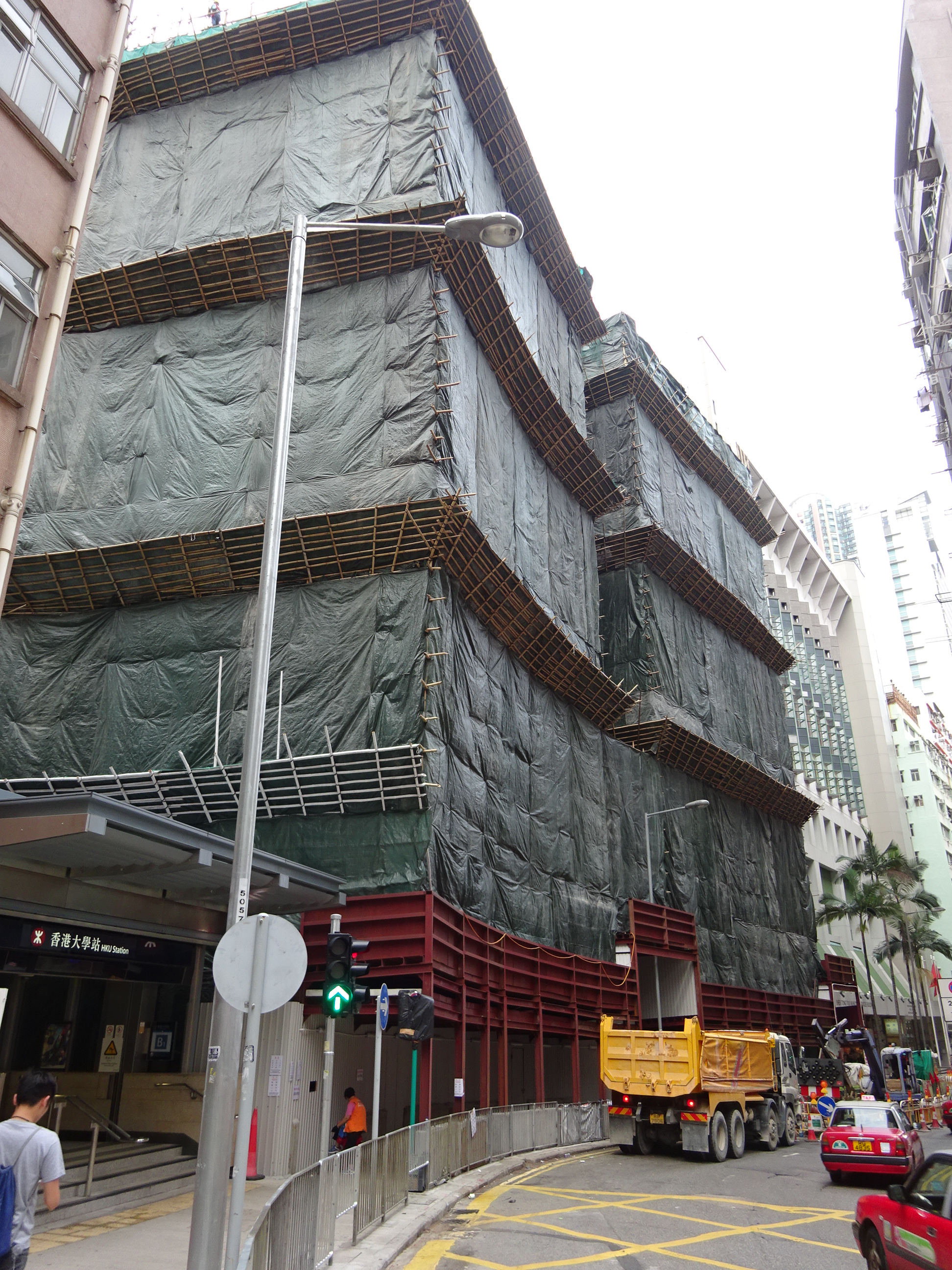
正進行清拆的西環大樓（2015年7月）

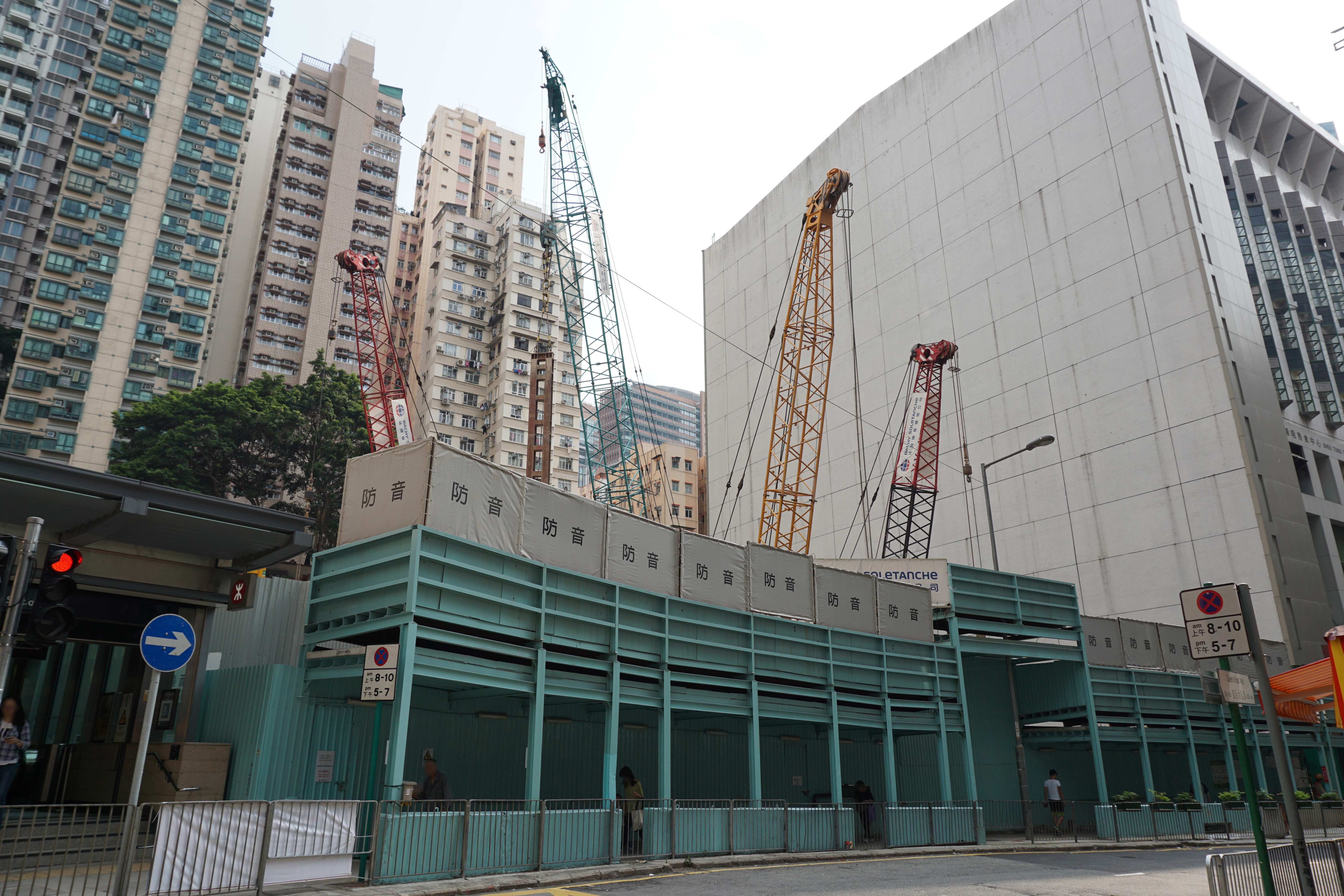
拆卸後的西環大樓

西環大樓（英語：Western Court），曾位於香港香港島石塘咀皇后大道西450至456G號，於1961年建成，是一組私人屋苑，共有8幢，樓上是住宅地下設有商店，石塘咀市政大廈之東邊及毗鄰，即延時港鐵香港大學站B1出口。2015年10月，西環大樓已全面清拆，現址興建一幢單幢式37層高，共645伙單位的翰林峰。

## 住宅
地段現址分成A座及B座，樓高11層，每幢的1層至10層為住宅，每幢各160個單位，地下除商舖外，亦有14個單位作住宅用途，整個地盤共涉及364份業權。

## 相關重大事故
西環大樓前身為西環中華煤氣公司4個煤氣鼓所在地點，供應全港煤氣，1934年5月14日早上其中一個煤氣鼓泄漏，起火爆炸，燒至山道加倫臺，釀成42死46傷。當時一位巴基斯坦籍的看更沒有逃生，勇敢衝入火場，啟動緊急裝置，把鼓內餘下的煤氣，通過安全管道排出大海，避免其它煤氣鼓波及，化解了更大的災難。可惜這位巴國職員已經葬身火海。為記念英勇行為，拆卸前的西環大樓第8座地下設有一個小型靈位。

## 強拍
恒地經過長達5年的時間收購，終於在2014年11月18日通過強制拍賣統一業權，順利以底價29.57億元成交，創下歷來最大宗銀碼強拍個案。恒地執行董事黃浩明表示，日後擬建1幢38層高商住物業，提供600個小型單位，連同建築費約十多億元，預算總投資額將達45億元。
2017年4月20日恒基兆業地產營業（一）部總經理林達民表示，西營盤皇后大道西460號（前西環大樓）項目命名為翰林峰（NOVUM WEST），項目分別提供約650伙，間隔由開放式、1房及2房，預計落成日期為2019年9月16日。

## 外部參考
- 地圖位置
- 星島日報，2008年5月10日（星期六），A22頁，西環大樓前身煤氣鼓泄漏事件。
- 太陽報，2006年1月25日，G05頁，殉職看更變神明火井傳奇 （页面存档备份，存于）。
- 西環大樓45年舊樓，樓高11層，共有348戶 （页面存档备份，存于）住宅，地盤面積約有3萬平方呎。
- 田生集團插手擬10億收購西環大樓[永久]
- 文匯報
- 蔓珠編輯室 in 【八樓照相館】

1. ↑  .   [2015年4月6日]. （原始内容存档于2016年3月4日）.